# 985 Rosina
985 Rosina è un asteroide areosecante. Scoperto nel 1922, presenta un'orbita caratterizzata da un semiasse maggiore pari a 2,2992386 UA e da un'eccentricità di 0,2778268, inclinata di 4,05643° rispetto all'eclittica.
Il nome per questo asteroide è stato scelto a caso dal popolare calendario Lahrer Hinkender Bote, pubblicato nella città di Lahr/Schwarzwald, in Germania.